# Whale Pass (Alaska)
Whale Pass es un lugar designado por el censo ubicado en el Área censal de Príncipe de Gales–Hyder en el estado estadounidense de Alaska. En el Censo de 2010 tenía una población de 31 habitantes y una densidad poblacional de 0,33 personas por km².

## Geografía
Whale Pass se encuentra en las coordenadas 56°7′36″N 133°11′52″O / 56.12667, -133.19778. Según la Oficina del Censo de los Estados Unidos, Whale Pass tiene una superficie total de 94.96 km², de la cual 91.38 km² corresponden a tierra firme y (3.77%) 3.58 km² es agua.

## Demografía
Según el censo de 2010, había 31 personas residiendo en Whale Pass. La densidad de población era de 0,33 hab./km². De los 31 habitantes, Whale Pass estaba compuesto por el 87.1% blancos, el 0% eran afroamericanos, el 0% eran amerindios, el 0% eran asiáticos, el 9.68% eran isleños del Pacífico, el 0% eran de otras razas y el 3.23% pertenecían a dos o más razas. Del total de la población el 3.23% eran hispanos o latinos de cualquier raza.